# Eye of the Storm (One Ok Rock)
Eye of the Storm è il nono album in studio del gruppo musicale giapponese One Ok Rock, pubblicato nel 2019.

## Tracce
- Edizione Standard

1. Eye of the Storm – 3:04
2. Stand Out Fit In – 3:34
3. Head High – 3:27
4. Grow Old Die Young – 3:27
5. Push Back – 3:30
6. Wasted Nights – 3:44
7. Change – 2:54
8. Letting Go – 3:20
9. Worst in Me – 3:10
10. In the Stars (featuring Kiiara) – 3:24
11. Giants – 2:44

- Edizione Giapponese

1. Can't Wait – 3:20
2. The Last Time – 2:50

- Edizione Internazionale

1. Unforgettable – 3:16
2. The Last Time – 2:50